# George Radanovich
George Purdy Radanovich (ur. 20 czerwca 1955) – amerykański polityk, członek Partii Republikańskiej. Od 1995 do 2011 zasiadał w Izbie Reprezentantów.

## Odznaczenia
- Order Księcia Branimira (Chorwacja, 2005)[1]